# ۱۰۱۵ (قمری)
۱۰۱۵ (قمری)، هزار و پانزدهمین سال در گاهشماری هجری قمری است. اول محرم این سال برابر با نهم مه سال ۱۶۰۶ میلادی است.

## وابسته
- شیخ بهایی